# 금산산업고등학교
금산산업고등학교(錦山産業高等學校)는 대한민국 충청남도 금산군 금산읍 아인리에 있는 공립 고등학교이다.

## 학교 연혁
- 1945년 4월 1일 : 금산공립농업학교 개교(갑종 4년제)
- 1947년 3월 1일 : 금산농업중학교 교명변경(6년제 12학급)
- 1952년 3월 1일 : 금산농업고등학교 교명변경(농업 1, 축산 1, 계 6학급)
- 1994년 3월 1일 : 금산산업고등학교 교명변경
- 2021년 3월 1일 : 학칙변경(그린바이오 1, 바이오스마트테크 1, 바이오스마트경영 1, 특수학급 1, 계 12학급)
- 2024년 1월 10일 : 제73회 졸업식(51명) (총계 10,418명)
- 2024년 3월 4일 : 2024학년도 입학식(72명)
- 2024년 9월 1일 : 제37대 최병환 교장 부임

## 설치 학과
- 그린바이오과
- 바이오스마트테크과
- 바이오스마트경영과

## 참고 자료
- 금산산업고등학교 - 한국교육학술정보원 학교알리미